# 吉川市立中央中学校
吉川市立中央中学校（よしかわしりつちゅうおうちゅうがっこう）は、埼玉県吉川市にある公立中学校。

## 年表
- 1981年 (昭和56年)
  - 4月1日 吉川町立南中学校の分離として開校
  - 6月26日 PTA 設立
  - 10月10日 校章制定、同日が、開校記念日となる
  - 12月3日 制服制定
  - 12月20日 体育館が完成する
- 1982年 (昭和57年)、
  - 1月26日、(火曜日)、校旗·校歌が発表される
  - 3月13日、(土曜日)、ロータリー完成
  - 12月31日、(金曜日)、視聴覚教室アナライザー設備及びLL装置一部設置
- 1983年 (昭和58年)
  - 5月1日、(日曜日)、「体力向上推進校」として、吉川町教育委員会から委嘱を受ける
  - 10月20日、(木曜日)、テニスコート4面の整備が完了
- 1984年 (昭和59年)
  - 3月27日、(火曜日)、自然林の造成工事完了　
  - 7月5日、(木曜日)、視聴覚教室にLL設置
  - 10月30日、(火曜日)、体力時向上研究発表会 (吉川町教育委員会、昭和58年、59年度研究委嘱)
- 1986年 (昭和61年)、
  - 3月1日、(土曜日)、開校5周年記念、校歌歌碑除幕式
  - 4月1日、(火曜日)、校庭遊水設備の工事完了
- 1987年 (昭和62年)、8月20日、(水曜日)、「進路指導研究校」として埼玉県進路指導研究会より委嘱を受ける
- 1990年 (平成2年)、3月15日、(木曜日)、防火用水工事完了
- 1991年 (平成3年)、8月20日、(火曜日)、「進路指導研究校」として、埼玉県進路指導研究会より委嘱を受ける
- 1992年 (平成4年)
  - 6月22日、(月曜日)、国際交流会 にてアメリカ·オレゴン州·レイクオスエゴ市より中高生が来校
  - 10月1日、(木曜日)、教育用コンピュータを20台設置
- 1993年 (平成5年) 2月27日、屋内プールが完成
- 1994年 (平成6年)、
  - 3月10日 学校緑化事業が完成
  - 4月1日 (金曜日)、「交通安全推進校」として、吉川町より指定を受ける
  - 6月20日、(月曜日)、国際交流会にてアメリカ·オレゴン州·レイクオスエゴ市より中高生が来校
- 1995年 (平成7年)
  - 4月3日、(月曜日)、「平成7年·8年度学校課題研究校」として、吉川町教育委員会より研究委嘱を受ける
  - 4月11日、「平成7年·8年度中学校教育課程研究指定校」として、文部科学省より指定を受ける
  - 6月21日、国際交流会にてアメリカ·オレゴン州·レイクオスエゴ市より中高生が来校